# Giovanni Berlinguer
Giovanni Berlinguer (ur. 9 lipca 1924 w Sassari, zm. 6 kwietnia 2015 w Rzymie) – włoski polityk, bioetyk, wykładowca akademicki, działacz komunistyczny, parlamentarzysta krajowy i eurodeputowany.

## Życiorys
Brat Enrica Berlinguera, przywódcy Włoskiej Partii Komunistycznej, a także kuzyn ministrów Luigiego Berlinguera i Sergia Berlinguera.
W 1952 ukończył studia lekarskie na Uniwersytecie Rzymskim „La Sapienza”. Uzyskiwał następne stopnie naukowe z medycyny społecznej oraz higieny. Był wykładowcą na uczelniach w Sassari i Rzymie (od 2002 jako profesor emerytowany). Uhonorowany przez liczne uczelnie krajowe i zagraniczne. Był przewodniczącym Krajowego Komitetu Bioetyki (1999–2001), a także członkiem Krajowego Komitetu Sanitarnego w 1999 został członkiem Międzynarodowego Komitetu Bioetyki (ICB) UNESCO.
Zasiadał w rzymskiej radzie prowincjonalnej i miejskiej. Był posłem do Izby Deputowanych (od 1972 do 1983) i następnie do 1992 członkiem włoskiego Senatu.
W 2004 uzyskał mandat deputowanego do Parlamentu Europejskiego z ramienia Drzewa Oliwnego. Zasiadał w Grupie Socjalistycznej oraz w Komisji Kultury i Edukacji. W PE pracował do 2009.
Od 1969 do 1989 wchodził w skład komitetu centralnego Włoskiej Partii Komunistycznej. Później był członkiem władz ugrupowań postkomunistycznych, w tym Demokratów Lewicy. Ugrupowanie to opuścił po zapowiedzi powołania jednolitej Partii Demokratycznej, przechodząc do Demokratycznej Lewicy.

## Odznaczenia
Odznaczony Krzyżem Wielkim Orderu Zasługi Republiki Włoskiej (1999).